# إيف بيلانجر
إيف بيلانجر (بالفرنسية: Yves Bélanger) (و. 1960  م) هو مصور سينمائي كندي.
مصور سينمائي كندي ولد في ٧ تموز ١٩٦٠، درس في جامعة كونكورديا وتخرج منها سنة ١٩٨٤. من أشهر أفلامه:
بروكلين (2015)، نادي دالاس للمشترين (2013)، وايلد (2014).
في عام 2016، فاز بجائزة الشاشة الكندية للإنجاز في التصوير السينمائي عن فيلم بروكلين (2015) في حفل توزيع جوائز الشاشة الكندية.

## التعليم
تعلم في جامعة كونكورديا.

## وصلات خارجية
- إيف بيلانجر على موقع IMDb (الإنجليزية)
- إيف بيلانجر على موقع قاعدة بيانات الأفلام العربية
- إيف بيلانجر على موقع قاعدة بيانات الأفلام العربية
- إيف بيلانجر على موقع ألو سيني (الفرنسية)
- إيف بيلانجر على موقع أول موفي (الإنجليزية)
- إيف بيلانجر على موقع قاعدة بيانات الأفلام السويدية (السويدية)
- إيف بيلانجر على موقع قاعدة بيانات الفيلم (الإنجليزية)
- إيف بيلانجر على موقع كينوبويسك (الروسية)